# 糞球光面介
糞球光面介（学名：Xestoleberis fecaloidea）为光面介科光面介屬下的一个种。